# William Fawcett (botanico)
William Fawcett (1851 – 1926) è stato un botanico inglese.
È stato coautore del testo Flora of Jamaica.

## Biografia
Fawcett era Direttore dei giardini botanici della Giamaica dal 1887 al 1908.  Egli rientrò in Gran Bretagna ove lavorò con Alfred Barton Rendle nella stesura dei primi volumi di Flora of Jamaica.